# Hanspeter Näpflin
Hanspeter Näpflin, né le 21 juin 1965 à Emmetten, est un coureur de fond suisse spécialisé en course en montagne. Il a remporté la médaille d'argent sur parcours court lors du Trophée mondial de course en montagne 1988. Il est également champion suisse de course en montagne 1989.

## Biographie
Hanspeter participe à sa première course en montagne en 1981 à Seelisberg en compagnie de ses frères Bruno et Franz. Peu préparés et équipés de chaussures pour la route, Bruno et Franz parviennent à signer de bons résultats. Le trio est conquis par l'ambiance qui règne entre les coureurs et ils reçoivent des conseils du spécialiste de la discipline Colombo Tramonti. Les trois frères persévèrent dans cette discipline et après son frère Franz en 1982, Hanspeter remporte le classement junior de la Coupe internationale de la montagne en 1983.
Sélectionné pour le premier Trophée mondial de course en montagne à San Vigilio di Marebbe, Hanspeter effectue une solide course pour terminer à la huitième place. Il remporte la médaille d'argent au classement par équipes avec Beat Imhof et Fritz Häni.
Le 15 octobre 1988, il est engagé sur le parcours court du Trophée mondial de course en montagne à Keswick. Tandis que l'Italien Alfonso Vallicella prend la tête de course suivi par le Yougoslave Franci Teraž, Hanspeter prend un départ prudent. Il produit son effort en seconde partie de course et parvient à doubler les Anglais, entraînant dans son sillage l'Allemand Wolfgang Münzel. Il profite ensuite du ralentissement de Franci Teraž pour s'emparer de la deuxième marche du podium,.
Le 6 août 1989, il prend le départ des championnats suisses de course en montagne, courus pour la première fois sous la forme d'une course unique à Grabs, sur le parcours rallongé de la course de montagne de Gamperney. L'orienteur Christian Aebersold lance une attaque en milieu de course mais se fait rattraper par Hanspeter et Urs Hanhart. Les deux hommes effectuent une fin de course au coude-à-coude et Hanspeter parvient à prendre l'avantage au sprint final pour décrocher le titre,.

## Palmarès
| no  | masculin           | Course                                                 | Longueur | Départ            | Temps           |
| --- | ------------------ | ------------------------------------------------------ | -------- | ----------------- | --------------- |
| 3e  | Médaille de bronze | Neirivue-Moléson                                       | 12,2 km  | 18 août 1985      | 56 min 36 s     |
| 8e  | 8e                 | Trophée mondial de course en montagne - Parcours long  | 14,6 km  | 23 septembre 1985 | 1 h 11 min 41 s |
| 3e  | Médaille de bronze | Course de montagne de Gamperney                        | 8,1 km   | 31 mai 1987       | 43 min 43 s     |
| 2e  | Médaille d'argent  | Course Montreux-Les-Rochers-de-Naye                    | 18,8 km  | 28 juin 1987      | 1 h 28 min 58 s |
| 6e  | 6e                 | Sierre-Zinal                                           | 31 km    | 14 août 1988      | 2 h 39 min 0 s  |
| 2e  | Médaille d'argent  | Trophée mondial de course en montagne - Parcours court | 10,0 km  | 15 octobre 1988   | 45 min 0 s      |
| 3e  | Médaille de bronze | Course de montagne de Gamperney                        | 8,1 km   | 28 mai 1989       | 43 min 51 s     |
| 1re | Médaille d'or      | Championnats suisses de course en montagne             | 10,0 km  | 6 août 1989       | 55 min 38 s     |